# Nguyễn Phú Trọng
Nguyễn Phú Trọng (14. dubna 1944, Hanoj – 19. července 2024, Hanoj) byl vietnamský politik, generální tajemník Vietnamské komunistické strany a od října 2018 do 5. dubna 2021 prezident Vietnamu.
Poprvé vstoupil do vrcholové politiky v roce 1997 a před svým zvolením generálním tajemníkem 19. ledna 2011 působil jako předseda Národního shromáždění. V červenci 2015 se stal prvním generálním tajemníkem, který navštívil Spojené státy a setkal se v Bílém domě s prezidentem Barackem Obamou. V roce 2016 byl sjezdem potvrzen na další pětileté období.
Po smrti prezidenta Trần Đại Quanga na konci září 2018 byl stranou nominován jako jediný kandidát do funkce prezidenta. Jmenován byl národním shromážděním 23. října téhož roku a stal se tak po Ho Či Minovi druhým člověkem zastávajícím zároveň pozici generálního tajemníka komunistické strany a úřad prezidenta. V únoru 2019 hostil ve Vietnamu setkání amerického prezidenta Donalda Trumpa a severokorejského vůdce Kim Čong-una. V květnu 2019 se objevily spekulace o jeho zdravotním stavu po jeho absenci na státním pohřbu bývalého prezidenta Lê Đức Anha. V lednu 2021 byl na sjezdu zvolen na nezvyklé třetí období jako generální tajemník. Na postu prezidenta jej v dubnu 2021 vystřídal dosavadní premiér Nguyễn Xuân Phúc.
Ve dnech 21.–23. května 2023 navštívil Vietnam místopředseda Rady bezpečnosti Ruské federace Dmitrij Medveděv, se kterým Nguyễn Phú Trọng jednal o posílení vazeb mezi Ruskem a Vietnamem.

## Vyznamenání
- Řád José Martího – Kuba, 2012[7]